# Mariene ecoregio Andamanen en Nicobaren
De Mariene ecoregio Andamanen en Nicobaren (109) (Engels: Andaman and Nicobar Islands marine ecoregion) is een biogeografische regio en ligt in het noordoosten van de Indische Oceaan in de Mariene provincie Andamanen (24) in het Marien rijk Westelijke Indo-Pacific. De mariene ecoregio is vastgesteld door het World Wide Fund for Nature en The Nature Conservancy en is vernoemd naar de Andamanen en Nicobaren.
In het noorden grenst het gebied aan de mariene ecoregio Noordelijke Golf van Bengalen (108), in het oosten aan de mariene ecoregio Andamanse Zee Koraalkust (110) en in het zuiden aan de mariene ecoregio Westelijk Sumatra (111). Naar het zuidoosten ligt de mariene ecoregio Straat Malakka (118).

## Geografie
De mariene ecoregio ligt in het noordoosten van de Indische Oceaan rond de eilandengroep van de Andamanen en de Nicobaren in het Indiase unieterritorium van de Andamanen en Nicobaren in de Golf van Bengalen en de Andamanse Zee.

## Biogeografie
Het gebied kent zeeleven dat houdt van tropische temperaturen.